# IJsclub Twenthe
IJsclub Twenthe is een Nederlandse schaatsvereniging gevestigd te Almelo.

## Historie
De IJsclub Twenthe is opgericht in 1876 en is daarmee een van de oudste schaatsverenigingen van Nederland. In het verleden heeft deze club ook rijders uit Groningen gehad.
Aan de Gravenallee onderhield de vereniging de ijsbaan. Daarnaast bestond er in dezelfde plaats ook ijsclub  't Oosten. Die ijsbaan en vereniging bestaan niet meer. De leden zijn samengegaan in de vereniging IJsclub Twenthe.
In de jaren negentig kwam er een nieuwe natuurijsbaan op het landgoed van de graaf in Almelo aan het kanaal Almelo-Nordhorn. Deze ijsbaan wordt beheerd door een stichting en staat los van de vereniging.
De trainingen van IJsclub Twenthe zijn op IJsbaan Twente in Enschede voor langebaan- en marathonrijders.
A.S.S.W.S.V. SKITS (Amsterdam) · IJssportvereniging Alblasserwaard (Dordrecht) · E.S.S.V. Alcedo (Rotterdam) · IJsclub Bleiswijk (Bleiswijk) · D.S.V. De Skeuvel (Enschede) · HardrijVereniging Den Haag-Westland · (Den Haag) · IJsclub Eindhoven (Eindhoven) · Schaatsclub Gouda (Gouda) · IJsvereniging Groningen (Groningen) · HCH Heerenveen (Heerenveen) · Hengelose IJsclub (Hengelo) · IJsclub Nut & Vermaak (Leimuiden) · IJsclub Twenthe (Almelo) · 
IJssport Vereniging Leiden (Leiden) · STV Lekstreek (Krimpenerwaard) · Lissesche IJsclub (Lisse) · NSSV (Mildam) · USSV Softijs (Utrecht) · SVS Stevensbeek (Stevensbeek) · IJsvereniging Zoetermeer (Zoetermeer)